# ReLOVE & RePEACE
『ReLOVE & RePEACE』（リラブアンドリピース）は、日本の歌手、高橋優のメジャー8枚目のフルアルバム。2022年10月5日にワーナーミュージックジャパンからリリースされた。

## 概要
前作『PERSONALITY』から約2年ぶりとなるフルアルバム。
高橋優のメジャーデビュー後、8枚目のリリースのフルアルバム。2021年からデジタルシングルでリリースした4曲（「eversince」、「Piece」、「HIGH FIVE」、「勿忘草」）に新曲8曲を加えた全12曲を収録。　また、本作品の「ピーナッツ」は文化放送の平日朝に放送されているラジオ番組　おとなりさん のテーマソングである。

### リリース
通常盤、初回限定盤A、初回限定盤B、初回限定盤Cの4形態でリリースされる。
初回限定盤A・BのDVDには2022年2月8日・2月9日に日本武道館で開催された『10th Anniversary Special 2Days「弾き語り武道館～黒橋優と白橋優」』の模様が収録された。収録内容は形態ごとに異なり、初回限定盤Aには1日目の「黒橋優の日」、初回限定盤Bには2日目の「白橋優の日」を収録。
初回限定盤CのDVDには2021年から2022年にかけて行われた全国ツアー『高橋優LIVE TOUR 2021-2022「THIS IS MY PERSONALITY」』より、2021年11月9日に行われた中野サンプラザ公演を収録。

## 収録曲
全作詞・作曲：高橋優。

### CD
1. あいのうた [4:07]
2. STAND BY ME!!!! [2:57]
3. HIGH FIVE [4:58] NHK BS1 スペシャル「俺たちの栄光～ 野球日本代表 金メダルへの8ヶ月」テーマソング
4. 勿忘草 [6:04] テレビ朝日 お願いランキング presents そだてれび 9月度エンディングテーマソング
5. I LIVE YOU [3:56]
6. forever girl [4:08]
7. 沈黙の合図 [4:27]
8. 氷の世界 [4:54]
9. ever since [5:13]  テレビ東京 ドラマ24 生きるとか死ぬとか父親とか オープニングテーマ
10. 雪の筆跡 [4:18]
11. ピーナッツ [4:26]  おとなりさん のテーマソング
12. Piece [5:22] JICA 海外協力隊 CMソング

### DVD（初回限定盤A）
「10th Anniversary Special 2Days DAY1-黒橋優の日-」
1. こどものうた
2. 陽はまた昇る
3. 風前の灯
4. 雑踏の片隅で
5. スペアキー
6. 誰がために鐘は鳴る
7. 人見知りベイベー
8. ボーリング
9. いいひと
10. オナニー
11. ほんとのきもち
12. room
13. CANDY
14. 旅人
15. 誰もいない台所
16. (Where’ s)THE SILENT MAJORITY?
17. 象
18. ルポルタージュ
19. 太陽と花
20. 素晴らしき日常
21. 駱駝
22. プライド

### DVD（初回限定盤B）
「10th Anniversary Special 2Days DAY2-白橋優の日-」
1. ありがとう
2. 現実という名の怪物と戦う者たち
3. 靴紐
4. life song
5. 花のように
6. 産まれた理由
7. 今、君に会いに行く
8. 蓋
9. 8月6日
10. 友へ
11. サンドイッチ
12. 微笑みのリズム
13. 虹
14. おかえり
15. 少年であれ
16. one stroke
17. BE RIGHT
18. 明日はきっといい日になる
19. Piece
20. 福笑い
21. BEAUTIFUL
22. リーマンズロック

### DVD（初回限定盤C）
「高橋優LIVE TOUR 2021-2022『THIS IS MY PERSONALITY』2021.11.9中野サンプラザ」
1. RUN
2. 八卦良
3. room
4. LIFE
5. DANCE WITH ME
6. CLOSE CONTACT
7. ORION
8. フライドポテト
9. ABC
10. 本命
11. アスファルトのワニ
12. 自由が丘
13. ever since
14. one stroke
15. 東京うんこ哀歌
16. 太陽と花
17. 明日はきっといい日になる
18. 虹
19. Piece
20. PERSONALITY
21. ロードムービー
22. ルポルタージュ
23. プライド